# Α-Hämolysin
α-Hämolysin (synonym α-Toxin von S. aureus) ist ein mikrobielles Exotoxin aus Staphylococcus aureus.

## Eigenschaften
α-Hämolysin ist ein heptameres porenbildendes Toxin aus der Gruppe der β-porenbildenden Toxine. Es wirkt als Hämolysin. Es ist ein Virulenzfaktor bei einer Infektion mit S. aureus. Die Virulenz ist proportional zur Bildung von α-Hämolysin. Neben dem Panton-Valentine-Leukozidin ist es ein Haupt-Virulenzfaktor bei einer Lungenentzündung in Folge einer Infektion mit S. aureus. Ebenso ist es an der Nekrose der Haut und an tödlichen Verläufen bei Infektionen mit S. aureus beteiligt.
α-Hämolysin besteht strukturell aus 68 % β-Faltblättern und 10 % α-Helices. Jede der sieben Untereinheiten ist mit zwei β-Faltblättern an der Ausbildung der Pore in Form eines β-Fasses beteiligt, mit hydrophilen Aminosäuren auf der Innenseite der Pore. Der Durchmesser der Pore variiert von 14 Ångström an der engsten Stelle bis 46 Å an der weitesten Stelle. Die Pore bevorzugt Anionen.
Die Toxinwirkung entsteht durch Aktivierung des intrinsischen Wegs der Apoptose. Daneben bindet α-Hämolysin an ADAM10.

## Anwendung
α-Hämolysin war ein frühes Untersuchungsobjekt bei der Entwicklung der Nanoporen-Sequenzierung.